# Набил Дирар
Набил Дирар (арап. ‎‎نبيل ضرار; фр. Nabil Dirar; Казабланка, 25. мај 1986) професионални је марокански фудбалер који примарно игра у средини терена на позицији бочног везног играча.

## Клупска каријера
Рођен у Казабланци у Мароку, Дирар се као дечак са мајком преселио у Белгију где је веома рано почео да се бави фудбалом. Професионалну фудбалску каријеру започиње као играч екипе Дигем спорт, а потом је наставља у Вестерлоу за који игра две сезоне у првенству Белгије.
У јулу 2008. прелази у редове Клуб Брижа са којим потписује петогодишњи уговор вредан око 1,8 милиона евра. Током четири сезоне колико је провео у екипи из Брижа одиграо је укупно 117 првенствених утакмица и постигао 14 голова, а највећи успех остварен је у сезони 2011/12. када је екипа освојила друго место у националном првенству.
Последњег дана јануара 2012. Дирар одлази у Француску где за суму од око 6 милиона евра потписује уговор са екипом Монака који је те сезоне играо у француској другој лиги. За нову екипу је дебитовао две недеље касније, у првенственој утакмици са Бастијом. Већ у наредној сезони екипа Монака осваја прво место у другој лиги и тако се квалификује за Лигу 1 од сезоне 2013/14. Највећи успех са клубом остварује у сезони 2016/17. када је освојена титула првака Француске. Током шест сезона колико је провео играјући за Монако, одиграо је укупно 122 првенствене утакмице и постигао 12 голова. 
Од маја 2017. игра за турски Фенербахче са којим је потписао уговор у формату 3+1 година, за суму од 3,5 милиона евра. 

## Репрезентативна каријера
За сениорску репрезентацију Марока дебитовао је 10. октобра 2008. у утакмици квалификација за Светско првенство 2010. са селекцијом Мауританије. Након неколико сукоба се селекторима националног тима, због чега је у наредних неколико година одиграо тек неколико утакмица за национални тим, прво велико такмичење на ком се појавио био је Афрички куп нација 2017. у Габону где је играо у све четирир утакмице свог тима.
Селектор Ерве Ренар уврстио га је на списак играча за Светско првенство 2018. у Русији, где је одиграо две комплетне утакмице у групи Б.

### Голови за репрезентацију
| №  | Датум              | Место    | Ривал               | Голови | Резултат | Такмичење                               |
| -- | ------------------ | -------- | ------------------- | ------ | -------- | --------------------------------------- |
| 1. | 5. септембар 2015. | Сао Томе | Сао Томе и Принсипе | 3:0    | 3:0      | Квалифкације Афричког купа нација 2017. |
| 2. | 3. јун 2016.       | Тунис    | Либија              | 1:0    | 1:1      | Квалифкације Афричког купа нација 2017. |
| 3. | 11. новембар 2017. | Абиџан   | Обала Слоноваче     | 1:0    | 2:0      | Квалификације за СП 2018.               |

## Успеси и признања
ФК Монако
- Лига 1 (1): 2016/17.